# Pla del maleter
El pla de maleter (trunk shot en anglès) és un pla rodat des d'un angle de càmera on sembla estar mirant cap a fora des del maleter d'un cotxe. Encara que el pla pot ser produït col·locant la càmera dins del maleter, la gran mida d'una càmera convencional fa això difícil. Per tant, el pla normalment es crea amb l'ajuda d'un departament d'art que s'encarrega d'inventar un compartiment especial simulant un maleter.

## Al cinema: les primeres aparicions
Possiblement, el primer pla de maleter es podria dir que és el de la pel·lícula d'Alfred L. Werker Ordre: Caça sense treva (1948), on la policia està inspeccionant el contingut del maleter d'un sospitós d'assassinat. Un altre ús del plànol està en la pel·lícula del 1967 A sang freda (dirigida per Richard Brooks) després que dos bandits creuen la frontera a Mèxic amb un cotxe robat.

## Al cinema: Tarantino
Aquest angle de càmera també és conegut pel gran ús que li dona el cineasta Quentin Tarantino qui declara que ell va col·locar el plànol en les seves pel·lícules com una marca registrada i simplement pregunta: «On col·locaries la teva càmera?». A pesar que ell no va inventar això, Tarantino va popularitzar el plànol del maleter, que està inclòs en les seves famoses pel·lícules Reservoir Dogs, Pulp Fiction, Jackie Brown, From Dusk Till Dawn, Kill Bill i Inglourious Basterds. En Death Proof, en comptes de ser des del maleter és des del motor, sota el capó davanter.

## A la televisió
A la sèrie Supernatural, també es poden contemplar plànols del maleter mirant als protagonistes, Dean Winchester i Sam Winchester, en l'episodi pilot i en el final de la segona temporada. I fins i tot en la famosa sèrie Friends, en el vuitè capítol, hi ha un contra-picat utilitzant el mateix recurs que el pla del maleter però on els cinc protagonistes miren a una tomba.

## Vídeoclips
En el vídeo musical de Shakira al 2001 «Te aviso, te anuncio» de la cantant colombiana, ella es mostra des del pla del maleter, somrient al seu exxicot i l'amant d'aquest, els quals estan lligats en el maleter.

## Videojocs
En el joc de 2002, GTA: Vice City, s'observa també una escena semblant a la de Pulp Fiction de Tarantino. En ell, Tommy Vercetti i Lance Vance agafen armes de maleter d'un cotxe.